# کوچانوو
کوچانوو (به لاتین: Kuchanovo) یک منطقهٔ مسکونی در روسیه است که در باشقیرستان واقع شده‌است.